# Stéphan Raheriharimanana
Stéphan Raheriharimanana (Toamasina, 16 agosto 1993) è un ex calciatore malgascio, di ruolo centrocampista.

## Caratteristiche tecniche
È un centrocampista centrale.

## Carriera

### Club
Cresciuto nelle giovanili del Nizza, esordisce con la prima squadra il 20 novembre 2015 nel corso del match vinto 3-0 contro l'Olympique Lione.
Nel 2016 viene ceduto a titolo definitivo al Red Star.

### Nazionale
Ha esordito con la nazionale malgascia il 3 novembre 2016 nel match pareggiato 1-1 contro il Sudan.

## Statistiche

### Presenze e reti nei club
Statistiche aggiornate al 19 maggio 2017.
| Stagione        | Squadra         | Campionato      | Campionato | Campionato | Coppe nazionali | Coppe nazionali | Coppe nazionali | Coppe continentali | Coppe continentali | Coppe continentali | Altre coppe | Altre coppe | Altre coppe | Totale | Totale |
| Stagione        | Squadra         | Comp            | Pres       | Reti       | Comp            | Pres            | Reti            | Comp               | Pres               | Reti               | Comp        | Pres        | Reti        | Pres   | Reti   |
| --------------- | --------------- | --------------- | ---------- | ---------- | --------------- | --------------- | --------------- | ------------------ | ------------------ | ------------------ | ----------- | ----------- | ----------- | ------ | ------ |
| 2015-2016       | Nizza           | L1              | 4          | 0          | CdF+CdL         | 0+1             | 0               | -                  | -                  | -                  | -           | -           | -           | 5      | 0      |
| 2016-2017       | Red Star        | L2              | 8          | 0          | CdF+CdL         | 0+1             | 0               | -                  | -                  | -                  | -           | -           | -           | 9      | 0      |
| Totale carriera | Totale carriera | Totale carriera | 12         | 0          |                 | 2               | 0               |                    | -                  | -                  |             | -           | -           | 14     | 0      |

### Cronologia presenze e reti in nazionale
| Cronologia completa delle presenze e delle reti in nazionale ― Madagascar | Cronologia completa delle presenze e delle reti in nazionale ― Madagascar | Cronologia completa delle presenze e delle reti in nazionale ― Madagascar | Cronologia completa delle presenze e delle reti in nazionale ― Madagascar | Cronologia completa delle presenze e delle reti in nazionale ― Madagascar | Cronologia completa delle presenze e delle reti in nazionale ― Madagascar | Cronologia completa delle presenze e delle reti in nazionale ― Madagascar | Cronologia completa delle presenze e delle reti in nazionale ― Madagascar |
| Data                                                                      | Città                                                                     | In casa                                                                   | Risultato                                                                 | Ospiti                                                                    | Competizione                                                              | Reti                                                                      | Note                                                                      |
| ------------------------------------------------------------------------- | ------------------------------------------------------------------------- | ------------------------------------------------------------------------- | ------------------------------------------------------------------------- | ------------------------------------------------------------------------- | ------------------------------------------------------------------------- | ------------------------------------------------------------------------- | ------------------------------------------------------------------------- |
| 3-9-2016                                                                  | Luanda                                                                    | Angola                                                                    | 1 – 1                                                                     | Madagascar                                                                | Qual. Coppa d'Africa 2017                                                 | -                                                                         |                                                                           |
| 22-3-2017                                                                 | São Tomé                                                                  | São Tomé e Príncipe                                                       | 0 – 1                                                                     | Madagascar                                                                | Qual. Coppa d'Africa 2019                                                 | -                                                                         |                                                                           |
| 26-3-2017                                                                 | Antananarivo                                                              | Madagascar                                                                | 3 – 2                                                                     | São Tomé e Príncipe                                                       | Qual. Coppa d'Africa 2019                                                 | -                                                                         |                                                                           |
| 9-6-2017                                                                  | Khartum                                                                   | Sudan                                                                     | 1 – 3                                                                     | Madagascar                                                                | Qual. Coppa d'Africa 2019                                                 | -                                                                         | 54’                                                                       |
| Totale                                                                    |                                                                           | Presenze                                                                  | 4                                                                         |                                                                           | Reti                                                                      | 0                                                                         |                                                                           |

## Palmarès

### Club

#### Competizioni nazionali
- Championnat National: 1

Red Star: 2017-2018